# Região Metropolitana de Guadalajara

A Região Metropolitana de Guadalajara (RMG) é a região urbana resultante da fusão do município de Guadalajara com outros sete municípios com os que compartilha uma conurbação constante de 4.095.853 de habitantes, tornando-se na 83º maior região metropolitana do mundo, a qual habitualmente denominar-se cidade de Guadalajara, localizada no estado de Jalisco, México. Esta zona metropolitana é a segunda mais povoada do México, depois da Região Metropolitana da Cidade do México, segundo o Instituto Nacional de Estatística, Geografia e Informática.

## Delimitação
A Região Metropolitana de Guadalajara, segundo dados do INEGI em 2005. Localiza-se no estado mexicano de Jalisco e está formada oficialmente por 8 municípios, dos quais 6 são considerados como municípios centrais, isto é, municípios que contam com uma conurbação continua, desses seis municípios são: Guadalajara, El Salto, Tlajomulco de Zúñiga, Tlaquepaque, Tonalá e Zapopan, os outros dois municípios são: Juanacatlán e Ixtlahuacán de los Membrillos que são populações pertencentes a região metropolitana, mas não formam parte de sua continua mancha urbana. Cabe mencionar que a zona metropolitana não implica uma só entidade administrativa.

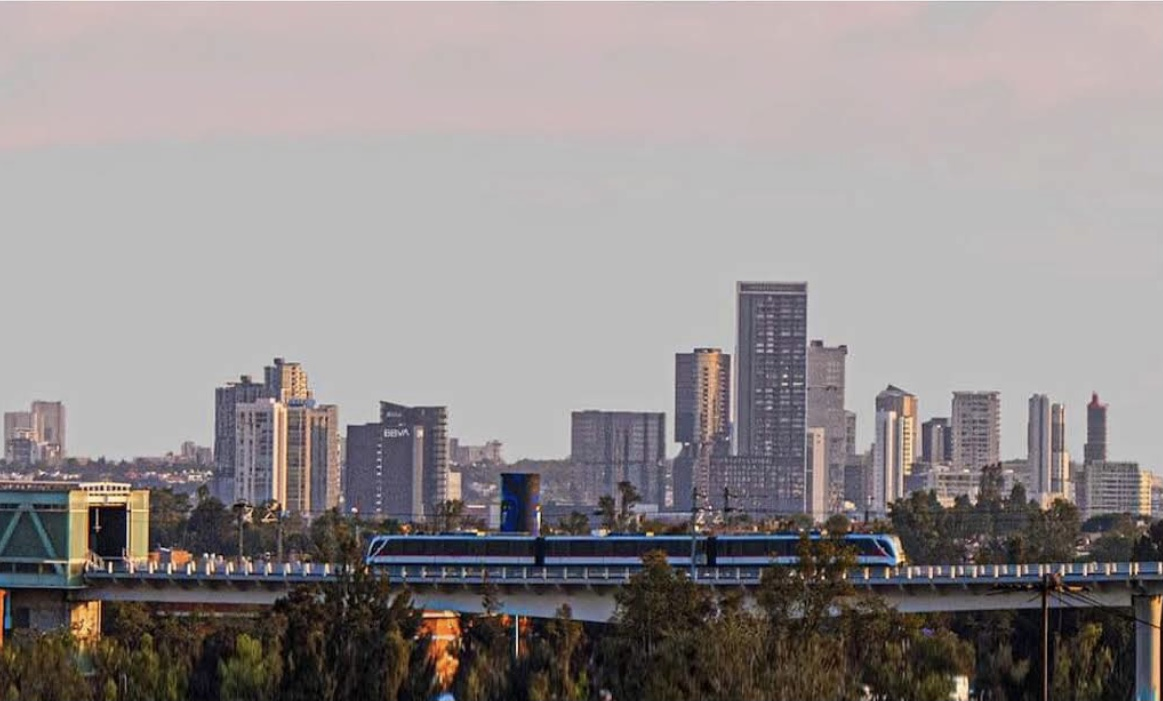

## População e extensão territorial
A população total da região metropolitana soma 4.240.320 habitantes distribuída nos oito municípios pertencentes à região, isto é, em uma superfície total de 2.734 km² com uma densidade de 133,2 habitantes por hectare, o município mais povoado da zona é Guadalajara com uma população cercada aos 1.6 milhões de habitantes em contraste com Janacatlán com pouco mais de 11 mil habitantes, sendo este último o menos povoado dos oito municípios.
| Município             | População (hab) | Superfície (km²) | hab/ha |
| --------------------- | --------------- | ---------------- | ------ |
| Guadalajara           | 1.600.940       | 187,91           | 158,6  |
| Zapopan               | 1.155.790       | 893,15           | 115,9  |
| Tlaquepaque           | 563.006         | 270,88           | 128,8  |
| Tonalá                | 408.729         | 119,58           | 137,3  |
| Tlajomulco de Z.      | 220.630         | 636,93           | 74,7   |
| El Salto              | 111.436         | 41,5             | 66,0   |
| Ixtlahuacán de los M. | 23.420          | 184,25           | 45,5   |
| Juanacatlán           | 11.902          | 89,08            | 51,4   |
| Total ZMG             | 4.095.853       | 2.734,0          | 133,2  |

| Dados                           | Ano       | Ano       | Ano       | Ano       |
| Dados                           | 1990      | 1995      | 2000      | 2005      |
| ------------------------------- | --------- | --------- | --------- | --------- |
| População total de la ZMG       | 3.003.868 | 3.482.417 | 3.699.136 | 4.095.853 |
| Taxa de crescimento médio anual | 2,7%      | 1,4%      | 1,8%      | 1,7%      |

## Economia
Para todos os municípios, pertencer a Região Metropolitana de Guadalajara é de grande relevância, pois por ser a capital do estado, tem sido o centro de desenvolvimento e do poder político e econômico, de modo que os municípios podem participar em projetos de urbanização co-financiados pelo Governo do Estado em beneficio de todos os municípios.
Esta situação planeja novos rumos em matéria de definição de competências e de coordenação entre as três ordens de governo, que possibilitem o planejamento e administração integral do território, a gestão eficiente dos serviços públicos e o exercício pleno dos direitos de seus cidadãos, elementos indispensáveis para a governabilidade e o desenvolvimento sustentável das zonas metropolitanas. Neste contexto, a identificação do número e tamanho da zona metropolitana é de fundamental interesse para a tomada de decisões, especialmente para os diferentes setores encarregados de desenhar e instrumentar políticas de desenvolvimento com um referente territorial.
A continuação se mostra uma lista de porcentagens da população que reside e trabalha dentro ou fora de cada município:
| Município                     | Distância da cidade central (km) | População ocupada residente no município 2000 | População ocupada residente no município 2000 | População ocupada residente no município 2000 | População ocupada empregada no município 2000 | População ocupada empregada no município 2000 | População ocupada empregada no município 2000 | População ocupada en actividades no agrícolas (%) |
| Município                     | Distância da cidade central (km) | Trabalha no município (%)                     | Trabalha nos municípios centrais (%)          | Trabalha em outros municípios (%)             | Reside no município (%)                       | Reside nos municípios centrais (%)            | Reside em outros municípios (%)               | População ocupada en actividades no agrícolas (%) |
| ----------------------------- | -------------------------------- | --------------------------------------------- | --------------------------------------------- | --------------------------------------------- | --------------------------------------------- | --------------------------------------------- | --------------------------------------------- | ------------------------------------------------- |
| Guadalajara                   | 0.0                              | 89.5                                          | 9.5                                           | 1.0                                           | 75.8                                          | 21.7                                          | 2.5                                           | 99.6                                              |
| Ixtlahuacán de los Membrillos | 24.6                             | 71.7                                          | 22.5                                          | 5.8                                           | 92.1                                          | 5.6                                           | 2.3                                           | 83.9                                              |
| Juanacatlán                   | 12.7                             | 50.8                                          | 47.3                                          | 1.9                                           | 81.4                                          | 11.9                                          | 6.6                                           | 83.3                                              |
| El Salto                      | 0.0                              | 82.2                                          | 16.5                                          | 1.3                                           | 52.9                                          | 40.8                                          | 6.3                                           | 98.1                                              |
| Tlajomulco de Zúñiga          | 0.0                              | 73.3                                          | 25.8                                          | 0.9                                           | 75.9                                          | 19.3                                          | 4.9                                           | 88.9                                              |
| Tlaquepaque                   | 0.0                              | 63.2                                          | 35.4                                          | 1.4                                           | 78.4                                          | 21.2                                          | 0.5                                           | 98.3                                              |
| Tonalá                        | 0.0                              | 57.3                                          | 41.3                                          | 1.4                                           | 84.2                                          | 15.6                                          | 0.2                                           | 98.4                                              |
| Zapopan                       | 0.0                              | 71.2                                          | 27.6                                          | 1.2                                           | 82.3                                          | 16.7                                          | 0.9                                           | 98.4                                              |

Em certas partes da Região Metropolitana de Guadalajara o nível de vida é comparável ao de países de alto desenvolvimento, ao igual que no resto do México desse nível de vida não é representativo de todos os municípios, também existem nos ao redores ou periferia da cidade, círculos de desigualdade e pobreza.